# Meu Presente é Você
Meu Presente é Você é o décimo álbum de estúdio da dupla sertaneja brasileira Bruno & Marrone, lançado em 2005 pela Sony BMG. 
Esse álbum mostra os sucessos "Choram as Rosas", "Quer Casar Comigo" (primeiro single), "Por Te Amar Demais", "Por Um Gole a Mais", "Por Que Choras?" e "Que Pescar Que Nada".
Após um trabalho ao vivo, Bruno & Marrone voltam ao estúdio e às músicas inéditas em seu 13º CD. Com 2 milhões de discos vendidos em 2 anos, a dupla adota a velha tática de não mexer em time que está ganhando. Sob a ótica dos números, a escolha foi acertada. Em menos de um mês, o novo álbum atingiu as 400 mil cópias vendidas e a 1ª faixa de trabalho, "Quer Casar Comigo?", que parece um pagode romântico latino à lá Alexandre Pires, foi sucesso absoluto nas rádios. A maior parte do CD segue a linha das baladas românticas, com letras de fossa, dor-de-cotovelo, arrependimento e reconciliação. Nesse estilo, a música que se sobressai é "Choram as Rosas", que lembra um pouco o hit "Vai Dar Namoro" na melodia e, na letra, parece fazer referência a "As Rosas Não Falam", de Cartola. Para quebrar o ritmo lento, a dupla investe no forró, em "Por Que Choras?", com a participação da Banda Calypso; no bom humor de "Que Pescar Que Nada", ideal para os bailões, ganhando até uma resposta que Gian & Giovani fizeram em 2007, intitulada "Vai Pescar Moçada"; e na levada de axé de "Se Não for Por Amor". Mas, no geral, Bruno & Marrone oferecem o mais do mesmo que funciona.
Foi o álbum mais vendido em São Paulo entre 28 de julho e 3 de agosto de 2005. Em 2008, a canção "Quer Casar Comigo" recebeu disco de ouro pelos 50.000 downloads digitais pagos.

## Lista de faixas
| N.º            | Título                                  | Compositor(es)                     | Duração |  |
| 1.             | "Choram as Rosas (Lloran las Rosas)"    | Alfredo Matheus (versãoː Joquinha) | 3:53    |  |
| 2.             | "Cuida do Nosso Amor"                   | Bruno / Zezé Di Camargo            | 3:22    |  |
| 3.             | "Quer Casar Comigo?"                    | Chico Amado / Robson Mathos        | 3:38    |  |
| 4.             | "Por Um Gole a Mais"                    | Bruno / Felipe / Vinícius          | 3:57    |  |
| 5.             | "Faz Mais, Faz"                         | Fernando Mendes                    | 3:21    |  |
| 6.             | "Por Que Choras?" (part. Banda Calypso) | Bruno / Felipe                     | 3:40    |  |
| 7.             | "Por Te Amar Demais"                    | Bruno / Giuliano                   | 3:55    |  |
| 8.             | "Vai Sofrer Pra Lá"                     | Bruno / Giuliano                   | 3:36    |  |
| 9.             | "Que Pescar Que Nada"                   | Bruno / Felipe / Vinícius          | 3:28    |  |
| 10.            | "Não Tem Outro Jeito"                   | Bruno / Elias Muniz                | 3:05    |  |
| 11.            | "A Culpa é Sua (Conselho)"              | Bruno / Felipe / João Victor       | 2:59    |  |
| 12.            | "Raridade"                              | Bruno / Elias Muniz                | 3:33    |  |
| 13.            | "Meu Presente é Você"                   | Tivas / Giuliano                   | 3:52    |  |
| 14.            | "Uma Grande Mentira"                    | Bruno / Felipe                     | 3:55    |  |
| 15.            | "Se Não For Por Amor"                   | Bruno / Felipe                     | 3:42    |  |
| Duração total: | Duração total:                          | Duração total:                     | 53ː59   |  |

## Certificações
| Brasil (ABPD)                             | Diamante | 2005 | +500.000* |
| *número de vendas baseado na certificação |          |      |           |